# Epilobium maysillesii
Epilobium maysillesii là một loài thực vật có hoa trong họ Anh thảo chiều. Loài này được Munz mô tả khoa học đầu tiên năm 1960.